# Матильда Фібігер
Матильда Фібігер (13 грудня 1830 — 17 червня 1872) — данська феміністка, прозаїкиня і телеграфістка. Феміністка-піонерка, яка писала на підтримку прав жінок. Перш жінка, найнята на посаду телеграфістки в Данії, відкривши двері для працевлаштування жінок у службі державного телеграфу.

## Біографія
Народилася в 1830 році в Копенгагені. Її батько, капітан Йохан Адольф Фібігер, був армійським офіцером; її мати — Маргрете Сесілія Нільсен Асен, старша сестра — Ілія Фібігер.

## Літературна творчість
Матильда Фібігер у своєму першому романі «Clara Raphael, Tolv Breve» (Клара Рафаель, Дванадцять листів), опублікованому в 1851 році, відстоювала права жінок. Це частково автобіографічна історія молодої жінки Клари Рафаель, яка працює гувернанткою в провінції; вона базується на досвіді Фібігер як приватної репетиторки на острові Лоллан у 1849 році. Роман складається здебільшого з листів, написаних Кларою до її подруги Матильди. Уявлення Клари про самостійне життя жінок суперечать переконанням місцевого населення, і вона вирішує зробити жіночу емансипацію об'єктом свого життя. Після публікації в 1851 році книга викликала багато суперечок; хоча данський літературний істеблішмент розділився на тих, хто підтримували її, і тих, хто вважали її ідеї надто радикальними, усі погоджувалися щодо літературних переваг її творчості.

## Підтримка прав жінок
Матильда Фібігер була першою громадською діячкою у Данії, яка порушила питання прав жінок. Починаючи з 20 років у 1851 році, вона писала романи, статті та дискусійні статті.
На противагу думкам у суспільстві проти прав жінок Фібігер опублікувала дві брошури: Hvad er Emancipation? (Що таке емансипація?) і Et Besøg (Візит). Її пізніші романи включали En Skizze efter det virkelige Liv (Нарис із реального життя, 1853) і Minona. En Fortaelling (Мінона: Повість, 1854). En Skizze efter det virkelige Liv — це історія двох сестер, які рано залишилися сиротами, та чоловіків, з якими вони зав'язали стосунки; старша сестра відкидає залицяльника, відчуваючи, що чоловіки слабкі, а молодша сестра закохується. Мінона викликала нову суперечку своїм складним сюжетом, пов'язаним із неодруженими матерями та інцестом; Мінона, головна героїня, долає свій кровозмішний потяг після прийняття християнства.

## Робота телеграфісткою
Незважаючи на те, що романи Фібігер викликали визнання критики, вони не мали комерційного успіху. Тому, щоб прогодувати себе, вона почала шукати інші засоби. Вона доповнювала мізерне грошове утримання, одержуване від держави, шиттям і перекладом німецьких літературних творів. У 1863 році вона почала навчання на телеграфістку для Данської державної телеграфної служби. Дана інституція під керівництвом директора Пітера Фабера вирішила найняти жінок як операторок. У 1866 році Фібігер закінчила навчання на телеграфній станції Гельсінгер і стала першою жінкою в Данії, яку взяли на роботу операторкою телеграфу.
Після двох років у Гельсінгері у 1869 році її перевели в Ністед для управління нововідкритою станцією. Не дивно, що вона наштовхнулася на опір операторів-чоловіків, які вважали працевлаштування жінок операторками загрозою для свого існування. Незважаючи на її керівну посаду, її зарплати в Nysted було ледве достатньо, щоб дозволити їй оплатити свої витрати. Наступного року вона подала заяву про переведення на телеграфну станцію в Орхусі.
В Орхусі Фібігер продовжувала стикатися з опором, коли начальник станції виступав проти її призначення. Проблеми, які вона переживала під час телеграфної роботи, почали позначатися на її здоров'ї. В 1872 році у віці 41 року вона померла в Орхусі. Сьогодні в Данії її пам'ятають не лише як феміністку-піонерку, яка писала на підтримку прав жінок, а й як жінку, яка відкрила двері для працевлаштування жінок у службі державного телеграфу Данії.

## Нагороди та відзнаки

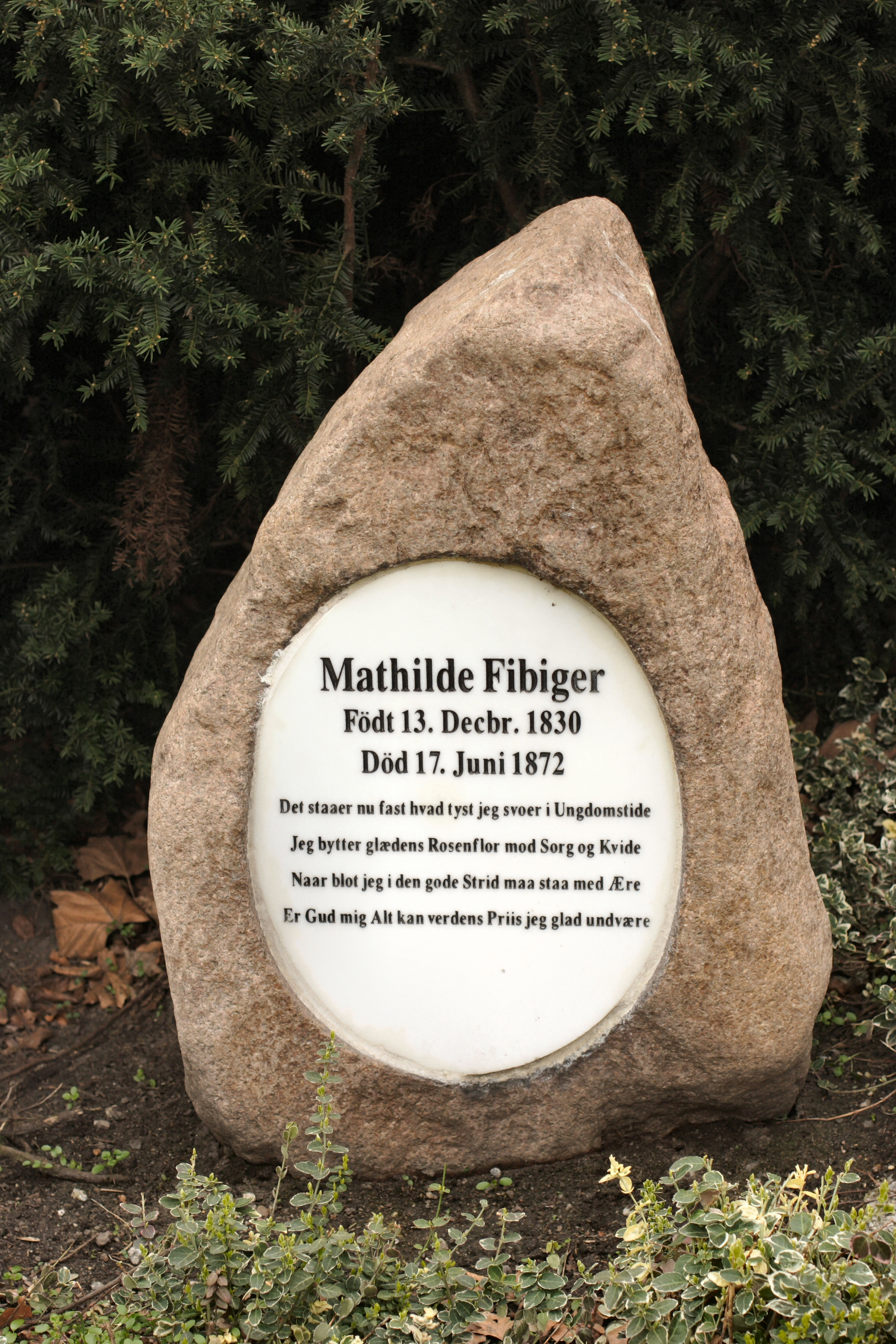
Надгробок у міському парку Орхуса

Щоб вшанувати її славу прихильниці рівності жінок, Dansk Kvindesamfund (Датське жіноче товариство) створило Mathildeprisen (Премію Матильди). Премія Матильди була заснована в 1970 році і присуджується як чоловікам, так і жінкам за роботу, спрямовану на просування гендерної рівності. Серед лауреаток(-ів) премії Сюзанна Брьоґґер, Джоан-Сострен, Кеннет Рейніке, Аня Андерсен та Аня К. Андерсен.
На її честь у Фредеріксберзі названа вулиця «Матильда Фібігерс Вей». У центрі Орхуса невеликий сквер у саду, що примикає до Жіночого музею, названий на її честь «Матильда Фібігерс».
На честь Фібігер названа Clara Raphaels Hus, Будівля Kvindernes Boligforening на Østerbrogade 85 у Копенгагені.